# Khidim
Khidim (en népalais : खिदीम) est un comité de développement villageois du Népal situé dans le district d'Arghakhanchi. Au recensement de 2011, il comptait 3 474 habitants.